# Centrorhynchus migrans
Centrorhynchus migrans är en hakmaskart som beskrevs av Zuberi och Faroog 1974. Centrorhynchus migrans ingår i släktet Centrorhynchus och familjen Centrorhynchidae. Inga underarter finns listade i Catalogue of Life.